# Dogdyke
Dogdyke – osada w Anglii, w hrabstwie Lincolnshire. Leży 29 km na południowy wschód od Lincoln i 175 km na północ od Londynu.